# Фандера Оксана Олегівна
Оксана Олегівна Фандера (7 листопада 1967, Одеса, УРСР, СРСР) — радянська і російська акторка театру і кіно.
Фігурантка бази даних центру «Миротворець» (порушення державного кордону України, участь у кінозйомках в анексованому РФ Криму).

## Життєпис
Народилася 7 листопада 1967 р. в Одесі в родині актора О.Я. Фандери. 
Підліткою знялася на Одеській кіностудії в епізоді популярного дитячого фільму «Пригоди Електроніка» (1979).
У 1992 році закінчила Державний інститут театрального мистецтва (майстерня Анатолія Васильєва) в Москві. 
Віце-міс першого в СРСР конкурсу краси «Красуня Москви» (1988). Була моделлю. 
Знялась в українській кінокартині «Ранкове шосе» (1988). Найзначніші ролі виконала в картинах свого чоловіка — кінорежисера Пилипа Янковського. Одна з найкрасивіших акторок сучасного російського кіно.
Номінантка і лауреатка «За найкращу жіночу роль» ряду російських кінофестивалів.

## Сім'я
- Батько — актор Фандера Олег Якович (1934-2002), радянський і російський актор театру і кіно, народний артист Росії.
- Чоловік — Пилип Янковський (нар. 1968), радянський і російський актор та кінорежисер, син актора Олега Янковського (1944-2009). Одружилися в 1990 році.
  - Син — Іван Янковський (нар. 1990, Москва), російський актор.
  - Дочка — Єлизавета Янковська (нар. 1995), студентка Школи-студії МХАТ.

## Фільмографія
- «Пригоди Електроніка» (1979, школярка; Одеська кіностудія)
- «Корабель» (1988, Юшка, прообраз — Юлія Долгорукова)
- «Ранкове шосе» (1988, Наташа; Одеська кіностудія)
- «Зима у раю» (1989, Катя)
- «Сталінград» (1989, Наташа; СРСР—США—НДР—Чехословаччина, реж. Ю. Озеров)
- «Дурні вмирають по п'ятницях» (1990, Яна)
- «На розі, у Патріарших...» (1995, Наташа Румянцева)
- «Дрянь гарна, дрянь погана» (1998)
- «Чорна кімната» (2000—2001, кіноальманах, фільми 8 і 13)
- «У русі» (2002, Віра, дружина Гур'єва)
- «Самотність крові» (2002, Грета)
- «Шатун» (2002, Ірина Гончарова)
- «Третій варіант» (2003, Серафима)
- «Конвалія срібляста 2» (2004, Жанна)
- «Казароза» (2005, Зінаїда Казароза, співачка; реж. О. Дем'яненко)
- «Статський радник» (2005, графиня Ольга Олексіївна Добринська, терористка „Ігла“)
- «Червона перлина кохання» (2007, Марія; Україна—Росія)
- «Кам'яна довбешка» (2008, Таня)
- «Про любоff» (2010, Лада, дружина Влада)
- «Вогні притону» (2011, мама Люба, господиня борделю; реж. О. Гордон)
- «Долина троянд» (2011, Софія)
- «Соловей-Розбійник» (2012. Ізабелла Юріївна Папаяні, Прима)
- «Поки ніч не розлучить» (2012, відвідувачка ресторану; реж. Б. Хлєбніков)
- «Міські шпигуни» (2013, Катя Ракітіна)
- «Брут» (2013, короткометражний)
- «Чудотворець» (2014, т/с, Віра Чернишова)
- «Глибина» (2015, Мадам; не був завершений)
- «Новорічний рейс» (2015, т/с, Віра Павлівна, колишня солістка рок-гурту «П'ятий кут»)
- «Салют-7» (2017, космонавтка Світлана Лазарева)
- «Скрипка»/Violin (2017, короткометражний; Розанна)
- «Вічне життя Олександра Христофорова» (2018, Маргарита, психотерапевтка) та ін.